# Ацил-КоА-дегидрогеназа жирных кислот со средней длиной цепи
Ацил-КоА-дегидрогеназа жирных кислот со средней длиной цепи, также MCAD (сокр. от англ. Мedium-chain acyl-CoA dehydrogenase)  — один из митохондриальных ферментов (КФ 1.3.8.7) семейства ацил-КоА-дегидрогеназ, класса оксидоредуктазы. Систематическое название фермента:электрон-переносящая флавопротеинзависимая 2,3-оксидорекдуктаза . Данный фермент участвует в процессе β-окисления жирных кислот. У человека ген, кодирующий данный фермент — ACADM, локализован на коротком плече (p-плече) 1-й хромосомы.
Катализирует реакцию элиминирования (отщепления) протонов от субстрата — ацил-КоА жирных кислот со средней длиной углеводородной цепи (от С8 до С14) на электрон-переносящий флавопротеин (FAD), который служит простетической группой:
Ацил-КоА жирной кислоты со средней длиной углеводородной цепи + FAD 
{\displaystyle \rightleftharpoons } транс-2,3-дегидроксиацил-КоА жирной кислоты со средней длиной углеводородной цепи + FADH2